# Pinus sabiniana
Pinus sabiniana Douglas ex D. Don – gatunek drzewa iglastego z rodziny sosnowatych (Pinaceae Lindl.).

## Morfologia

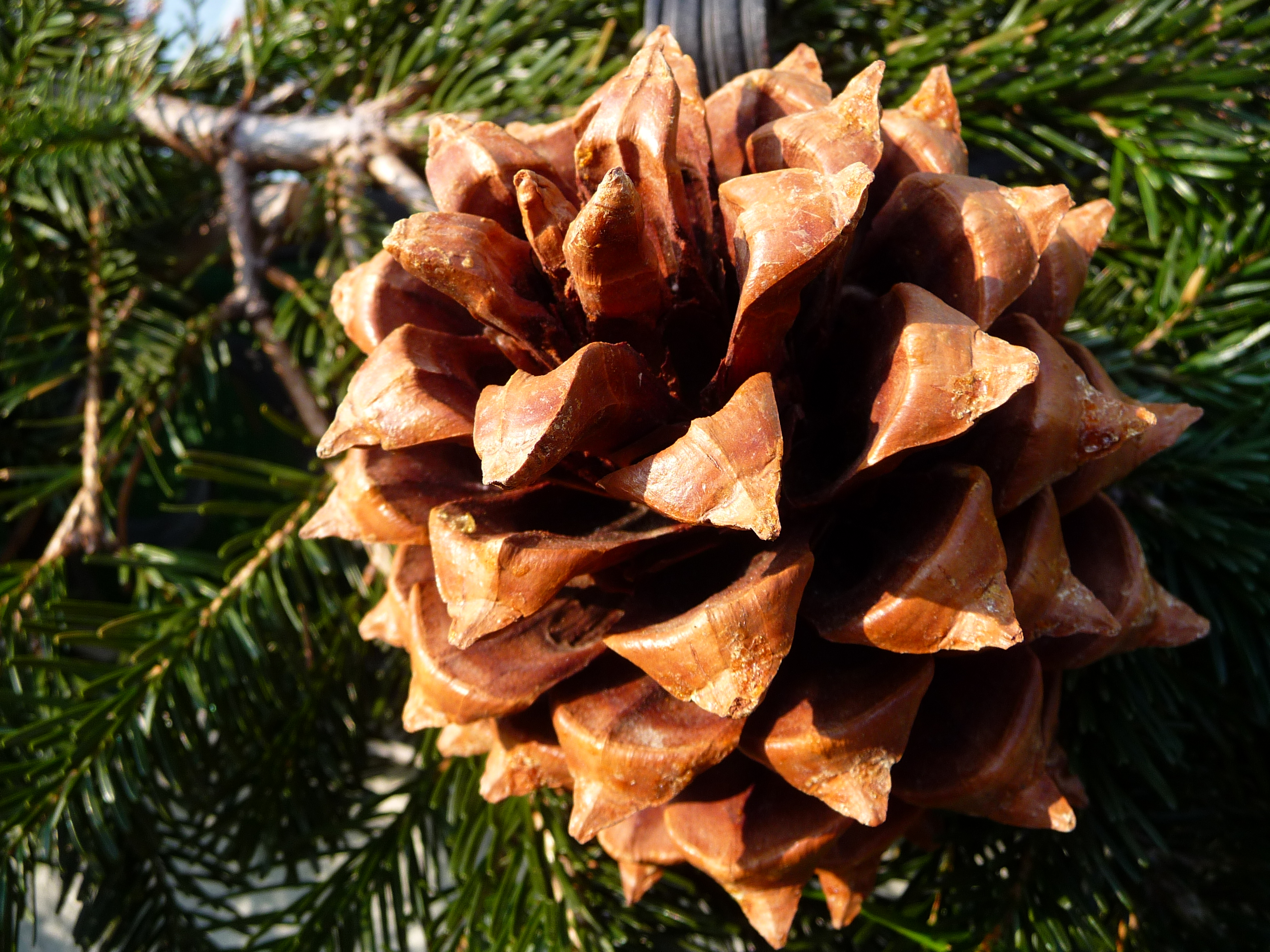
Szyszka nasienna

PokrójKorona drzewa stożkowata do postrzępionej, rzadka.
PieńOsiąga 12–21 m wysokości, rzadko dorasta do 25 m, o średnicy do 60–120 m. Przeważnie prosty, do zakrzywionego. Kora ciemnobrązowa do prawie czarnej, spękana nieregularnie i głęboko.
LiścieIgły zebrane przeważnie po 3 na krótkopędzie, o długości 15–32 cm i szerokości 1,5 mm. Opadające, delikatnie skręcone.
SzyszkiSzyszki męskie długości 10–15 mm, elipsoidalne, żółte. Szyszki żeńskie (nasienne) są masywne, ciężkie i żywiczne, o długości 15–25 cm. Nasiona o długości 20 mm, ciemnobrązowe, opatrzone skrzydełkiem o długości ok. 10 mm.

## Biologia i ekologia
Igły pozostają na drzewie przez 3–4 lata. Na wszystkich stronach liścia linie aparatów szparkowych.
Szyszki nasienne dojrzewają w ciągu 2 lat, uwalniają nasiona krótko potem, pozostają na drzewie do 7 lat.
Liczba chromosomów: 2n=24.

## Systematyka i zmienność
Pozycja gatunku w obrębie rodzaju Pinus:
- podrodzaj Pinus
  - sekcja Trifoliae
    - podsekcja Ponderosae
      - gatunek P. sabiniana

Gatunek opisany i skatalogowany raz pierwszy przez Davida Douglasa w 1830 r. Opisany pierwotnie przez Douglasa jako Pinus sabinii, co nie jest poprawną nazwą łacińską.

## Zagrożenia
Roślina umieszczona w Czerwonej księdze gatunków zagrożonych w grupie gatunków niższego ryzyka (kategoria zagrożenia; LC).